# El Corte (Argentina)
El Corte es una localidad argentina, ubicada al sur del municipio de Alderetes, departamento Cruz Alta, Provincia de Tucumán. Cuenta con una escuela, un puesto de salud y un frigorífico.
En 2001 contaba con 8617 habitantes.